# Concurs Internacional de Cant Francesc Viñas
El Concurs Internacional de Cant Francesc Viñas va ser instituït l'any 1963 en memòria del tenor català Francesc Viñas en commemorar-se el primer centenari del seu naixement. Es convoca anualment i les proves finals i el concert dels guanyadors del concurs es realitzen al Gran Teatre del Liceu. Està dirigit a joves cantants d'òpera de tot el món i entre els guanyadors hi ha cantants com ara el baríton català Vicenç Sardinero o la soprano valenciana Enedina Lloris, entre d'altres.
Des de fa alguns anys, abans de la fase final a Barcelona, es convoquen audicions preliminars en alguns dels grans teatres d'òpera del món com ara el Metropolitan Opera House de Nova York, o el Teatro alla Scala de Milà. A més dels premis a les dues categories principals: veus femenines i veus masculines, s'atorguen diferents premis especials per gèneres, i procedència dels participants.
Des de l'any 1983, el Concurs Internacional de Cant Francesc Viñas és membre de la Federació Mundial de Concursos Internacionals de Música.
La directora artística és Christina Scheppelmann.

## Llista dels guardonats amb el primer premi
Se'n donen els dos primers premis: a la millor veu femenina i la millor veu masculina. Se'n citen alguns dels premis concedits a cantants que després han desenvolupat una carrera brillant.
| Any           | Premiats | Corda                | Lloc d'origen                    |
| ------------- | --- | -------------------- | -------------------------------- |
| I, 1963       | Deserts |                      |                                  |
| II, 1964      | Francina Gironès Gennaro De Sica                                                                                                 |                      | Catalunya Itàlia                 |
| III, 1965     | Eiko Katanosaka Vicenç Sardinero                                                                                                 | baríton              | Japó Catalunya                   |
| IV, 1966      | Desert |                      |                                  |
| V, 1967       | Desert Ionel Pantea |                      | Romania                          |
| VI, 1968      | Desert Pompieu Harasteanu |                      | Romania                          |
| VII, 1969,    | Csilla Zentai Toshimitsu Kimura En segon lloc hi hagué María Orán                                                                |                      | Hongria Japó                     |
| VIII, 1970    | Ielena Obraztsova Zurab Sotkilava                                                                                                | mezzosoprano         | URSS                             |
| IX, 1971      | Ana Riera Desert En tercer lloc: Kurt Rydl, baríton austríac                                                                     |                      | Estats Units                     |
| X, 1972       | Eugenia Gorojovskaja Nikolai Ojotnikov Premi al millor intèrpret de música espanyola: Dalmau González, tenor català              |                      | URSS                             |
| XI, 1973      | Helga Müller-Molinari Desert En tercer lloc: Luis Lima, tenor argentí                                                            |                      | Alemanya                         |
| XII, 1974     | Desert En segon lloc: Kurt Rydl, baríton austríac                                                                                |                      |                                  |
| XIII, 1975    | Agata Mlynarska William Parker                                                                                                   |                      | Polònia EUA                      |
| XIV, 1976     | Vera Captur Desert |                      | URSS                             |
| XV, 1977      | Inessa Prosalovskaya Mihail Kit                                                                                                  |                      | URSS                             |
| XVI, 1978     | Desert En tercer lloc: Aprile Millo, soprano dels EUA                                                                            |                      |                                  |
| XVII, 1979    | Marion Vernette Moore Desert |                      | EUA                              |
| XVIII, 1980   | Natalia Troitskaja Flavio Becerra                                                                                                | soprano              | URSS Mèxic                       |
| XIX, 1981     | Connie Cloward Lawrence Bakst i Taro Ichihara En segon lloc: Ewa Podleś, contralt polonesa                                       |                      | EUA EUA i Japó                   |
| XX, 1982      | Marina Bolgan Desert |                      | Itàlia                           |
| XXI, 1983     | Enedina Lloris i Teresa Ringholz Gleb Nitxolskij En tercer lloc: Denia Mazzola                                                   | soprano              | València i EUA URSS              |
| XXII, 1984    | Erian Davies i Juliana Gondek Desert                                                                                             |                      | Regne Unit i EUA                 |
| XXIII, 1985   | Sumi Jo Samuel Cook En segon lloc: Leontina Vaduva, soprano romanesa                                                             | soprano              | Corea del Sud EUA                |
| XXIV, 1986    | Maria Tomadze Desert En tercer lloc: Isabel Rey, soprano valenciana                                                              |                      | URSS                             |
| XXV, 1987     | Desert |                      |                                  |
| XXVI, 1988    | Vera Circovic Vicente Ombuena | tenor                | França València                  |
| XXVII, 1989   | Olga Borodina Vladímir Grixko | mezzosoprano         | URSS                             |
| XXVIII, 1990  | Anahit Mkhitarian Nugzar Gamgebeli i Francisco Casanova                                                                          |                      | URSS URSS i República Dominicana |
| XXIX, 1991    | Sung-Eun Kim Vladimir Atanelishvili                                                                                              |                      | Corea del Sud URSS               |
| XXX, 1992     | Violeta Urmana Desert | soprano              | Lituània                         |
| XXXI, 1993    | Darina Takova i Irina Txistiakova Desert En segon lloc: Petra-Maria Schnitzer, soprano alemanya, i Walter Fraccaro, tenor italià | soprano              | Bulgària i Rússia                |
| XXXII, 1994   | Larisa Rudakova Desert Premi a la millor soprano lleugera: Milagros Poblador                                                     |                      | Rússia                           |
| XXXIII, 1996  | Kyng Hwa Cho Krzysztof Borysievicz                                                                                               |                      | Corea del Sud Polònia            |
| XXXIV, 1997   | Desert Zeljko Lucic |                      | Iugoslàvia                       |
| XXXV, 1998    | Desert Markus Eiche En segon lloc: Elena de la Merced, soprano espanyola                                                         | tenor                | Alemanya                         |
| XXXVI, 1999   | Petia Petrova Giuseppe Filianoti En segon lloc: Carles Cosias, tenor català                                                      | tenor                | Bulgària Itàlia                  |
| XXXVII, 2000  | Desert Matthias Rexroth |                      | Alemanya                         |
| XXXVIII, 2001 | Georgeta Girgore Desert En segon lloc: Nino Surguladze, soprano georgiana                                                        |                      | Romania                          |
| XXXIX, 2002   | Ángela Marambio Woo-Kyung Kim En segon lloc: Micaela Carosi, soprano italiana                                                    |                      | Xile Corea del Sud               |
| XL, 2003      | Caterina-Cellia Costea Desert Premi al millor cantant espanyol: Joan-Martín Royo, baríton català                                 |                      | Romania                          |
| XLI, 2004     | Tatiana Mazurenk Antonio Gandía                                                                                                  |                      | Rússia Espanya                   |
| XLII, 2005    | Serena Daolio Vassili Ladiuk Javier Camarena hi guanyà la Borsa d'Estudis Joan Oncina                                            |                      | Itàlia Rússia                    |
| XLIII, 2006   | Barbara Quintiliani David DQ Lee                                                                                                 | contratenor          | EUA Canadà                       |
| XLIV, 2007    | Beatriz Díaz González Desert |                      | Espanya                          |
| XLV, 2008     | Deserts |                      |                                  |
| XLVI, 2009    | Deserts |                      |                                  |
| XLVII, 2010   | Sunyoung Seo Russell Thomas |                      | Corea del Sud EUA                |
| XLVIII, 2011  | Tamara Wilson Mario Chang |                      | EUA Guatemala                    |
| XLIX, 2012    | Olga Busuioc Desert | soprano -            | Moldàvia -                       |
| L, 2013       | Katerina Tretyakova Michal Jakub Partyka                                                                                         | soprano baríton      | Lituània Polònia                 |
| LI, 2014      | Seyoung Park Junghoon Kim | soprano tenor        | Corea del Sud                    |
| LII, 2015     | Olga Kuchijnska | Soprano              | Ucraïna                          |
| LIII, 2016    | J'nai Bridges En quart lloc hi hagué Sara Blanch                                                                                 | mezzosoprano soprano | Estats Units                     |
| LIV, 2017     | Petr Nekoranec En tercer lloc hi hagué Carles Pachón                                                                             | tenor baríton        | República Txeca                  |
| LV, 2018      | Freddie De Tomasso En segon lloc hi hagué Leonor Bonilla                                                                         | tenor soprano        | Regne Unit Espanya               |
| LVI, 2019     | Aigul Khismatullina Ivan Ayon, ex aequo                                                                                          | soprano tenor        | Rússia Perú                      |
| LVII, 2020    | Viktoria Karkatxeva | mezzosoprano         | Rússia                           |
| 2021          | ?? |                      |                                  |
| 2022          | Gemma Summerfield | soprano              | Regne Unit                       |